# هانس كولهماينن
هانـِّس كولهـِماينن (Hannes Kolehmainen؛ كووبيو، 9 ديسمبر 1889 - هلسنكي، 11 يناير 1966) عداء مسافات طويلة فنلندي. يعتبر أول جيل عدائي المسافات الطويلة الفنلندي العظيم والمسمى غالباً «الفنلنديون الطائرون». نافس كولهـِماينن لعدد من السنوات في الولايات المتحدة مرتدياً القبضة المجنحة شعار النادي الرياضي الإيرلندي الأمريكي. كما جـُند في الفوج 14 من الحرس الوطني لنيويورك، وأصبح مواطناً أمريكياً في عام 1921 .

## الميداليات
| ذهب | فضة | برونز | المجموع |
| 4   | 1   | 0     | 5       |

## روابط خارجية
- هانس كولهماينن على موقع الاتحاد الدولي لألعاب القوى (الإنجليزية)
- هانس كولهماينن على موقع اللجنة الأولمبية الدولية (الإنجليزية)
- هانس كولهماينن على موقع أوليمبيديا (الإنجليزية)